# Hanshan Deqing
Hanshan Deqing (hanzi: 憨山德清) (1546-1623) fue un monje chino de la dinastía Ming, adepto de las enseñanzas del Chán y de la Tierra Pura, que escribía máximas y consejos.
Es conocido sobre todo por sus explicaciones sencillas de aspectos difíciles del Chan, como el gōng'àn (公案; Jp. koan), aunque parte de su fama en Europa se debe a que su nombre suena igual que el del famoso poeta Hanshan.

## Enlaces
- The Autobiography and Maxims of Master Han Shan (Autobiografía y máximas de Han Shan). En inglés.

- Datos: Q865981